# Административно-территориальное деление Чагодощенского района
Чагодощенский район — административно-территориальная единица в Вологодской области Российской Федерации. В рамках организации местного самоуправления ему соответствует одноимённое муниципальное образование Чагодощенский муниципальный район.
Административный центр — посёлок городского типа (рабочий посёлок) Чагода.

Сельсоветы Чагодощенского района и существовавшие в 2006—2015 гг. в их границах одноимённые сельские поселения

## Административно-территориальные единицы
Чагодощенский район в рамках административно-территориального устройства, включает 9 административно-территориальных единиц: 2 посёлка городского типа (рабочих посёлка Чагода, Сазоново) и 7 сельсоветов:
| № | Сельсовет     | Соответствующее муниципальное образование |
| - | ------------- | ----------------------------------------- |
| 1 | Белокрестский | Белокрестское СП                          |
| 2 | Борисовский   | Белокрестское СП                          |
| 3 | Избоищский    | Белокрестское СП                          |
| 4 | Лукинский     | Белокрестское СП                          |
| 5 | Мегринский    | Белокрестское СП                          |
| 6 | Первомайский  | Первомайское СП                           |
| 7 | Покровский    | Первомайское СП                           |

## Муниципальные образования

Муниципальные образования с 2015 г.

Чагодощенский муниципальный район в рамках организации местного самоуправления включает 4 муниципальных образований нижнего уровня, в том числе 2 городских и 2 сельских поселения
| Муниципальное образование        | Административный центр | Административно-территориальные единицы (состав по структуре ОКАТО)                  |
| -------------------------------- | ---------------------- | ------------------------------------------------------------------------------------ |
| посёлок Чагода                   | посёлок Чагода         | рабочий посёлок Чагода                                                               |
| посёлок Сазоново                 | посёлок Сазоново       | рабочий посёлок Сазоново                                                             |
| Белокрестское сельское поселение | село Белые Кресты      | Белокрестский, Борисовский, Избоищский, Лукинский, Мегринский, Покровский сельсоветы |
| Первомайское сельское поселение  | посёлок Смердомский    | Первомайский сельсовет                                                               |

### История муниципального устройства

Муниципальные образования в 2006—2015 гг.

Первоначально к 1 января 2006 года в муниципальном районе были созданы 2 городских и 7 сельских поселений.
| Муниципальное образование        | Административный центр | Административно-территориальные единицы (состав по структуре ОКАТО) |
| -------------------------------- | ---------------------- | ------------------------------------------------------------------- |
| посёлок Чагода                   | посёлок Чагода         | рабочий посёлок Чагода                                              |
| посёлок Сазоново                 | посёлок Сазоново       | рабочий посёлок Сазоново                                            |
| Белокрестское сельское поселение | село Белые Кресты      | Белокрестский сельсовет                                             |
| Борисовское сельское поселение   | посёлок Борисово       | Борисовский сельсовет                                               |
| Избоищское сельское поселение    | деревня Избоищи        | Избоищский сельсовет                                                |
| Лукинское сельское поселение     | деревня Анишино        | Лукинский сельсовет                                                 |
| Мегринское сельское поселение    | деревня Мегрино        | Мегринский сельсовет                                                |
| Первомайское сельское поселение  | посёлок Смердомский    | Первомайский сельсовет                                              |
| Покровское сельское поселение    | село Покровское        | Покровский сельсовет                                                |

Законом Вологодской области от 26 ноября 2015 года были упразднены Борисовское, Избоищское, Лукинское, Мегринское и Покровское сельские поселения и включены в Белокрестское.